# Гірськодолинні вітри

Схема гірськодолинних вітрів

Гірськодоли́нні вітри́  — вітри, що вночі дмуть вниз схилами гір у долину, а вдень — навпаки, з горла долини вгору по долині, а також вгору по гірських схилах.
Гірськодолинні вітри добре виражені в багатьох долинах і улоговинах Альп, Кавказу, Паміру і в горах, головним чином в тепле півріччя. Ці вітри є однією з особливостей гірського клімату. Вертикальна потужність їх значна і вимірюється кілометрами: вітри заповнюють весь поперечний переріз долини, аж до гребенів її бічних хребтів. Як правило, вони не сильні, але іноді досягають 10 м/с і більше.
Можна розрізняти, принаймні, дві незалежно діючі причини виникнення гірськодолинних вітрів. Одна з цих причин створює денний підйом або нічний опускання повітря по гірських схилах — вітри схилів. Інша — створює загальний перенос повітря вгору по долині вдень і вниз вночі — гірсько-долинні вітри у вузькому сенсі слова.